# Nicola Diliso
Nicola Diliso (Bari, 10 ottobre 1974) è un allenatore di calcio ed ex calciatore italiano, di ruolo difensore.

## Caratteristiche tecniche
Era un terzino.

## Carriera
È vissuto nel quartiere Palese Macchie di Bari, dove ha mosso i primi passi da calciatore nell'A.S.D. Palese, club locale di calcio giovanile. Passato a 13 anni nelle giovanili del Bisceglie, esordisce in prima squadra nel 1992, in Serie C2. Gioca qui per quattro stagioni, per poi approdare, dopo un anno in Serie C1 al Giulianova, in Serie B alla Reggina (1997-1998). Passa in seguito due anni consecutivi in Serie A: uno al Vicenza e uno al Cagliari, con cui retrocede in Serie B giocandovi l'anno successivo.
Dopo la stagione 2001-2002 nel Crotone, passa due anni nella Hellas Verona, uno da riserva in Serie A e uno in Serie B.
Dal 2003 al 2009 gioca in varie squadre di Centro e Sud Italia, di Serie B e Serie C1 (tra cui Martina Franca dal 2005 al 2007 e Pescara dal 2007 al 2009, entrambe in terza serie).
Nel 2009 chiude con il calcio professionistico, tornando al Bisceglie, in Eccellenza.
Dall'agosto 2010 è capitano della Libertas Bitonto, con la quale nella stagione 2010-2011 ottiene il secondo posto nel girone settentrionale di Promozione pugliese.
In carriera ha totalizzato 35 presenze in Serie A, 116 presenze e 4 reti in Serie B.
Nel 2010 apre a suo nome una scuola calcio a Palese. Nel 2011 chiude l'attività di calciatore e acquista il 100% del capitale sociale dell'ASD Palese, società che lo ha iniziato calcisticamente, dedicandosi all'insegnamento del calcio a bambini e adolescenti. Dal 2012 al 2014 ha allenato i Giovanissimi Provinciali del Bari.
Attualmente è responsabile della scuola calcio "Diliso".